# Jan Novák (identita)
Jméno Jan Novák je v Česku používáno jako jméno osoby, jejíž identita je neznámá nebo má být uchována v anonymitě nebo na ní nezáleží. Vychází z faktu, že křestní jméno Jan je trvale jedním z nejvíce zastoupených v české populaci a příjmení Novák drží obdobný primát již po mnohá desetiletí.
Ekvivalenty v jiných jazycích jsou např. John Doe či James Smith v angličtině či Ivan Horvat v chorvatštině.